# Iridopsis rufisparsa
Iridopsis rufisparsa är en fjärilsart som beskrevs av W. Warren 1906. Iridopsis rufisparsa ingår i släktet Iridopsis och familjen mätare. Inga underarter finns listade i Catalogue of Life.